# Moumouni Compaoré
Moumouni Compaoré (ur. 20 listopada 1996 w Bobo-Dioulasso) – burkiński piłkarz grający na pozycji prawego obrońcy. Od 2021 jest zawodnikiem klubu Rail Club du Kadiogo.

## Kariera klubowa
Swoją karierę piłkarską Compaoré rozpoczął w klubie AS SONABEL. W sezonie 2013/2014 zadebiutował w jego barwach w pierwszej lidze burkińskiej. W latach 2015–2018 występował w Rail Club du Kadiogo. W sezonach 2015/2016 i 2016/2017 został z nim mistrzem, a w sezonie 2017/2018 wicemistrzem Burkiny Faso. W latach 2018–2021 był zawodnikiem US des Forces Armées. W 2021 wrócił do Rail Club. W sezonie 2021/2022 wywalczył z nim mistrzostwo kraju.

## Kariera reprezentacyjna
W reprezentacji Burkiny Faso Compaoré zadebiutował 12 maja 2015 w zremisowanym 0:0 towarzyskim meczu z Kazachstanem, rozegranym w Ałmaty.